# Ninja Tune
Ninja Tune est un label discographique indépendant britannique de musique électronique, basé à Londres, en Angleterre. Le label diffuse le travail en studio et en live de nombreux DJ et producteurs du monde de la musique électronique. Le label n'est pas catégorisable musicalement, mais il compte des morceaux catégorisés de musique électronique, jazz, ambient, hip-hop, breakbeat. Une importante agence existe à Montréal, au Québec.
Solid Steel, une émission de radio affiliée à Ninja Tune et qui fait référence à l'album Solid Steel, est diffusée sur Radio Campus en France.

## Histoire
Le label est fondé en 1990 au Royaume-Uni par les deux DJ Matt Black et Jonathan More, mieux connus sous le nom de Coldcut.
En 2000, Ninja Tune célèbre sa première décennie musicale avec Xen Cuts, un coffret de trois CD et 6 x LP qui présentait une collection de leurs artistes. Mark Richardson de Pitchfork qualifie l'effort d'« affaire principalement downtempo »
Un livre intitulé Ninja Tune : 20 Years of Beats and Pieces est publié le 12 août 2010, et une exposition est organisée au Black Dog Space de Black Dog Publishing à Londres pour présenter les œuvres d'art, le design et la photographie des 20 ans d'histoire du label. Le 20 septembre, une compilation intitulée « futurespective incroyable » sort en deux formats : une version normale composée de deux volumes de deux disques, et une édition limitée (à 3 500 exemplaires) contenant six CD, six vinyles de 7 pouces, une copie cartonnée du livre, une affiche et d'autres articles.
En décembre 2017, l'artiste Ninja Helena Hauff devient la toute première femme DJ à être nommée Essential Mix of the year de BBC Radio 1. Elle est également classée no 1 dans le classement « 50 DJ les plus excitants actuellement » de Crack Magazine. Le 3 août 2018, la productrice et DJ techno basée à Hambourg publie son album Qualm.  L'album détient actuellement une note de 82 % sur Metacritic, indiquant une « acclamation universelle », avec des critiques cinq étoiles dans des publications telles que The Guardian. Le sous-label Technicolour publie l'EP Watermelon Woman de Yu Su en 2019. 

## Sous-labels
Il existe plusieurs labels « fils » ; affiliés à Ninja Tune :
- Ntone. C'est le plus ancien sous-label de Ninja Tune, il était spécialisé dans la musique électronique expérimentale. Ntone fonctionne entre 1994 et 2001, avant de fermer. Le label compte notamment : Animals on Wheels et Hexstatic.
- Big Dada. Lancé en 1997 par Will Ashon, Big Dada est spécialisé dans le hip-hop. Roots Manuva et Spank Rock sortent plusieurs albums sur ce label.
- Counter Records est lancé en 2006 pour promouvoir les artistes de Ninja Tune tournés vers le rock.

On peut aussi noter l'existence d'autres sous-labels ou labels affiliés, comme Brainfeeder, Girls Music et Motion Audio.

## Artistes et groupes
- Amon Tobin
- Andreya Triana
- Antibalas
- Antipop Consortium (Big Dada)
- Blockhead
- Bonobo
- Black Country, New Road[9]
- Coldcut
- Daedelus
- DJ Food
- DJ Kentaro
- DJ Vadim
- DK
- Emika
- Eskmo
- Fcukers
- Nathan Fake
- Fink
- Funki Porcini
- Hexstatic
- Jaga Jazzist
- Kid Koala
- King Geedorah (Big Dada)
- Lorn
- Mr. Scruff
- Nabihah Iqbal
- One Self
- Roots Manuva (Big Dada)
- Ryūichi Sakamoto
- Sampa the Great (Big Dada)
- Skalpel
- Spank Rock (Big Dada)
- Speech Debelle (Big Dada)
- Stateless
- The Cinematic Orchestra
- The Heavy (Counter)
- The Herbaliser
- The Qemists
- Two Fingers (Big Dada)
- Up, Bustle and Out
- Wagon Christ
- Wiley (Big Dada)
- Yeule
- Yppah